# Qaraçaycek
Qaraçaycek är en ort i Azerbajdzjan.   Den ligger i distriktet Xaçmaz Rayonu, i den nordöstra delen av landet, 150 km nordväst om huvudstaden Baku. Qaraçaycek ligger 143 meter över havet och antalet invånare är 994.
Terrängen runt Qaraçaycek är huvudsakligen platt, men söderut är den kuperad. Närmaste större samhälle är Xaçmaz, 8,8 km norr om Qaraçaycek. 
Trakten runt Qaraçaycek består till största delen av jordbruksmark. Runt Qaraçaycek är det ganska tätbefolkat, med 80 invånare per kvadratkilometer.